# Niphoparmena kivuensis
Niphoparmena kivuensis là một loài bọ cánh cứng trong họ Cerambycidae.